# Shnogh (vattendrag)
Shnogh är ett vattendrag i Armenien. Det ligger i den norra delen av landet, 110 kilometer norr om huvudstaden Jerevan.
I omgivningarna runt Shnogh växer i huvudsak lövfällande lövskog. Runt Shnogh är det ganska tätbefolkat, med 96 invånare per kvadratkilometer.